# Chedi-Khol'sky (huyện)
Huyện Chedi-Khol'sky (tiếng Nga: ? райо́н) là một huyện hành chính tự quản (raion), của Tuva, Nga. Huyện có diện tích 2725 kilômét vuông, dân số thời điểm ngày 1 tháng 1 năm 2000 là 8800 người. Trung tâm của huyện đóng ở Choby-Aksy.